# Kim Hoon
Kim Hoon (* 5. Mai 1948 in Seoul) ist ein südkoreanischer Schriftsteller.

## Leben
Kim Hoon wurde im Jahre 1948 geboren. Er verbrachte seine Kindheit in einem Barackendorf. In Pusan hatte er große Angst vor dem Meer, weil er die Befürchtung nicht loswerden konnte, die ganze Stadt werde von der Flut irgendwohin fortgetrieben. Diese Angst war prägend für seine kindliche Psyche. Der Autor bekannte, stets Angst im Innern seines Herzens gespürt zu haben. Wegen Läusebefalls wurde er als Kind unzählige Male mit DDT-Pulver behandelt und hatte den Eindruck, die ganze Welt röche nach DDT. Dieser Geruch und die Angst, die Stadt werde fortgetrieben, waren die prägenden Wahrnehmungen seiner Kindheit.
1966 begann er sein Studium. Er hatte die große Erwartung, an der Universität seinen Hunger nach geisteswissenschaftlichen Erkenntnissen stillen zu können. Aber die damalige Universität schien ihm nur eine Zwischenstation für Oberschulabsolventen, die noch zu jung fürs Berufsleben waren. Es gab nur wenige Vorlesungen, da die Studenten gegen korrupte Wahlen demonstrierten. Er blieb oft zu Hause und lernte im Selbststudium, das er jedoch bald abbrach.
In der von Armut, aber auch Leidenschaft geprägten Zeit las er die romantischen Werke des 19. Jahrhunderts und lernte deren Grundgedanken kennen: Die Menschen sind schön und die Welt ist in voller Harmonie. Er entdeckte in dieser Zeit auch das Kriegstagebuch des berühmten koreanischen Generals Yi Sun-sin, das ihn tief beeindruckte. Ihn faszinierte die Haltung des Helden, seine reichen und düsteren Ideen und wie er die hoffnungslose Welt ohne jede Hoffnung durchschritt. Diesen starken Leseeindruck verarbeitete er nach dreißig Jahren in dem Roman „Schwertgesang“.
Er arbeitete lange als Zeitungsjournalist, war aber unzufrieden mit dieser Tätigkeit, da er den Zwängen des journalistischen Schreibens nicht mehr folgen wollte. Er wollte die Wahrheit subjektiv begreifen und verabschiedete sich deshalb von seinem Journalistenleben. Danach wechselte er häufig die Arbeit.
Der Autor äußerte sich darüber folgendermaßen: „Sie sind die Wunde und das Unglück meines Lebens, das voller Konflikte ist. Wirklich wichtig waren mir persönliche Ansichten und Vorlieben, nicht das Allgemeine und Objektive.“ In jungen Jahren liebte er die Berge, in den späten Jahren liebte er das Fahrradfahren sogar mehr als das Bergsteigen. Beides war ihm wichtiger und wertvoller als Bücher. Für ihn waren „Berge eine Sucht und das Fahrrad ein Vitamin.“ Während der letzten zehn Jahre, in denen er als Schriftsteller tätig war, wurde er mit zwei renommierten Preisen, dem Tong-In- und dem Yi-Sang-Literaturpreis, ausgezeichnet.

## Werke

### Erzählungen
- Kremation im Sammelwerk für Yi-Sang-Literaturpreisträger 2004, (Seoul: Munhaksasang 2004)

### Romane
- Erinnerungen an ein Schnurkeramik-Gefäß (Comb-Pattern Vessel) (Seoul: Munhakdongne 1995)
- Schwertgesang (Seoul: Thinking Tree Publishing Co 2003)
- Das Lied der Saiten (Seoul: Thinking Tree Publishing Co 2004)

### Essaybände
- Die Aussicht und die Wunde (Seoul: Munhakdongne 1994)
- Meine gelesenen Bücher und die Welt (Seoul: Prunsoop 1996)
- Fahrradreise 1 & 2 (Seoul: Thinking Tree Publishing Co 2004)
- Über die Frage, auf welcher Seite du stehst (Seoul: Thinking Tree Publishing Co 2004)
- Die Langeweile des Geldverdienens (Seoul: Thinking Tree Publishing Co 2004)

### Übersetzungen

#### Deutsch
- Schwertgesang Edition Delta, Stuttgart 2008, ISBN 978-3-927648-22-7
- Acht Leben. Erzählungen Septime, Wien 2015, ISBN 978-3-902711-45-8

## Auszeichnungen
- 2009 – Künstler des Jahres, Auszeichnung der Vereinigung der Kunstkritiker Koreas (한국예술평론가협의회 올해의 최우수예술가)
- 2007 – Taesan Literaturpreis
- 2005 – Hwang-Sun-wŏn-Literaturpreis
- 2004 – Yi-Sang-Literaturpreis
- 2002 – Pressepreis des Seouler Journalisten-Clubs für die beste Stoffwahl (서울언론인클럽 언론상 기획취재상)
- 2001 – Tongin-Literaturpreis